# Kaposvári Rákóczi FC
Kaposvári Rákóczi FC is een Hongaarse voetbalclub uit de stad Kaposvár.

## Geschiedenis
De club werd in 1923 opgericht en speelde in 1975 voor het eerst in de hoogste klasse en degradeerde na drie seizoenen terug. In 1980/81 en 1987/88 keerde de club eenmalig terug. In 2004 keerde de club terug met de sponsornaam NABI ervoor en kon het behoud verzekeren, in 2007/08 werd zelfs de zesde plaats bereikt. In 2020 degradeerde de club weer naar de NB II en een seizoen later zelfs naar de NB III.

## Eindklasseringen vanaf 1996
| 3 |

| 5 |

| 6 |

| 14 |

| 5 |

| 6 |

| 3 |

| 7 |

| 3 |

| 12 |

| 7 |

| 8 |

| 6 |

| 9 |

| 12 |

| 7 |

| 10 |

| 11 |

| 16 |

| 16 |

| 1 |

| 3 |

| 1 |

| 2 |

| 12 |

| 19 |

| 10 |

| 8 |

| 4 |

| 4 |

| NB I | NB II | NB III | NB IV |

## Kaposvár in Europa
| Seizoen | Competitie | Ronde | Land                 | Club               | Score |
| ------- | ---------- | ----- | -------------------- | ------------------ | ----- |
| 1988    | Mitropacup | Groep | Vlag van Italië      | SC Pisa            | 0-2   |
|         |            | Groep | Vlag van Joegoslavië | Vojvodina Novi Sad | 0-3   |

## Bekende (ex-)spelers
- Pieter Mbemba
- Landry Mulemo